# Lepanthes isabeliae
Lepanthes isabeliae är en orkidéart som beskrevs av Fredy Archila. Lepanthes isabeliae ingår i släktet Lepanthes och familjen orkidéer.
Artens utbredningsområde är Guatemala. Inga underarter finns listade i Catalogue of Life.